# Файруз
Файруз, справжнє ім'я Нухад Хаддад (21 листопада 1935, Джабал Аларз, Великий Ліван) — ліванська співачка. Вона вважається культовою вокалісткою та однією з найвідоміших співачок в історії арабського світу. Співачку часто називають «матір'ю ліванської нації».
Свою музичну кар'єру Файруз розпочала ще підлітком на національній радіостанції Лівану наприкінці 1940-х років як співачка хору. Її перший великий хіт, «Itab», вийшов у 1952 році і зробив її миттєвою зіркою в арабському світі. Влітку 1957 року Файруз вперше виступила наживо на Міжнародному фестивалі в Баальбеку, де президент Лівану Каміль Шамун нагородив її найвищою медаллю за мистецькі досягнення — «Кавалер». У 1950-х і 1960-х роках пісні Файруз поширилася арабським світом, і вона почала виступати за межами Лівану в різних арабських столицях, зокрема в Дамаску, Аммані, Каїрі, Рабаті, Алжирі та Тунісі.
Файруз отримала нагороди та відзнаки в багатьох країнах, включаючи Ліван, Сирію, Йорданію, Палестину, Туніс, США, Єгипет та Францію. Протягом своєї кар'єри вона виступала на найважливіших концертних майданчиках світу, таких як Роял Альберт Холл і Королівський фестивальний зал у Лондоні, Карнеґі-хол, Лінкольн-центр і фойє Генеральної Асамблеї ООН у Нью-Йорку, Олімпія і зал Плеєль у Парижі та Одеон Ірода Аттичного в Афінах.
За свою кар'єру, що охоплює понад шістдесят років, Файруз записала близько 1500 пісень, випустила понад 80 альбомів, зіграла у 20 мюзиклах і продала понад 150 мільйонів платівок по всьому світу, що робить її однією з найбільш продаваних близькосхідних артисток усіх часів і народів, а також однією з найбільш продаваних музичних виконавців у світі.

## Життєпис

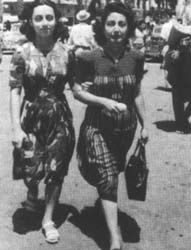
Файруз (Нухад Хаддад) зі своєю матір'ю Лізою аль-Бустані перетинають Площу Мучеників у Бейруті, 1945 рік

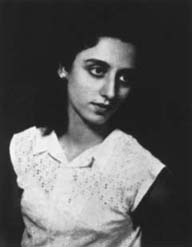
Файруз у 1946 році

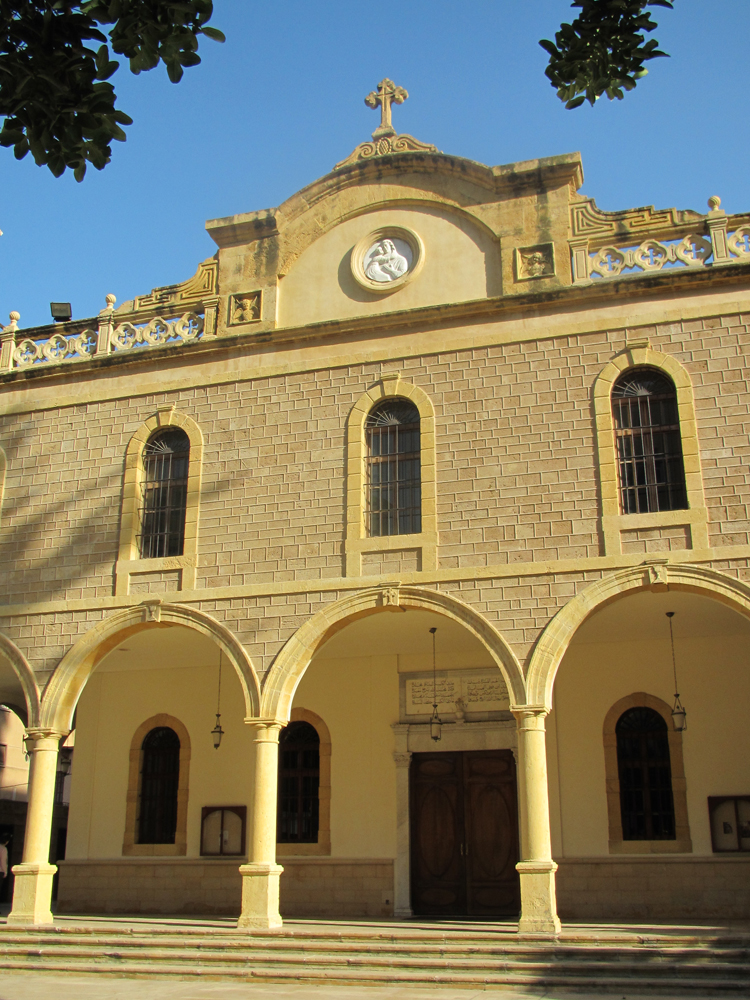
Церква в Ашрафії, Бейрут, де Файруз вийшла заміж

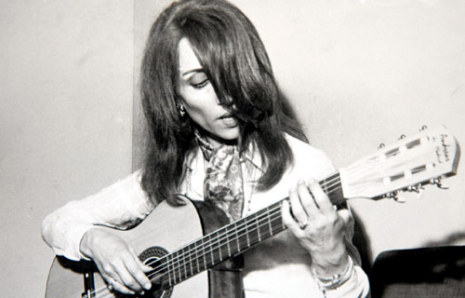
Файруз із гітарою

Нухад Хаддад народилася в сім'ї друкаря, уродженця Мардіна (Туреччина) і яковита за віросповіданням, який одружився з ліванкою Лізою (домогосподарка) і навернувся в маронітство. У 1935 році разом із сім'єю переїхала до Бейрута. У родині було четверо дітей.
Файруз перейшла в православ'я. заради шлюбу з Ассі Рахбані (1923–1986), за якого вийшла заміж 1955 року і разом з яким і його братом Мансуром (1925–2009) вона стала попередницею нового музичного руху в Лівані.
Перший великий виступ відбувся 1957 року, і вона незабаром стала зіркою ліванської музичної сцени. Під час громадянської війни в Лівані вона дуже рідко виступала на сцені, щоб запобігти зловживанням популярності православної християнки в політичних цілях. Ця стриманість підвищила її популярність, вона має шанувальників у релігійно різноманітному Лівані та в усьому арабському світі.

## Дискографія
- 1957 — Ragioun
- 1961 — Ishar
- 1962 — Good Friday Eastern Sacred Songs
- 1965 — Christmas Hymns
- 1966 — Andaloussiyat
- 1972 — Jerusalem In My Heart
- 1988 — Golden Hits Vol2
- 1988 — Sahret El Hub
- 1992 — Christmas Carols
- 1993 — Immortal Songs Arabian Divas
- 1993 — Sing Philemon Wehbe
- 1994 — Chante Zaki Nassif
- 1994 — Ya Rayeh
- 1995 — Houmoum Al Hob
- 1996 — Mechwar
- 1999 — Ya Tara Nessina
- 2001 — Sings Ziad Rahbani
- 2001 — Wahdon
- 2008 — The Golden Songs
- 2010 — Eh Fi Amal